# 新川 (いわき市)
新川（しんかわ）は、福島県いわき市を流れる河川であり、二級水系夏井川水系の一次支流である。

## 地理
いわき市内郷地区北部に位置する内郷高野町の湯ノ岳北麓付近を水源地とし、支流を集めながら内郷地区、平地区中心市街地を横断して夏井川に合流する。旧来白水川と呼ばれていた上流域のうち福島県道66号小名浜小野線が並行する流域では農村地域が、幹線一級市道白水高野線が並行する流域は地勢が険しくなり谷あいのわずかな平地に炭鉱跡地や住宅が広がる様相を見せる。二次支流の宮川と合流した後の中下流部は旧国道6号やJR常磐線が並行する市街地となる。尼子橋より下流側では平中心市街地の南側を流れるが、これは河川拡幅による洪水対策が困難であった平市街地を二次支流であった古川へ河道開削を行い迂回させ流路変更を行った区間であり、旧来の新川は市街中心部に東西に延びる現在の新川緑地公園にあたる。江戸時代は市街北側を流れる夏井川や好間川と共に平城下の外堀としての役割を持ち、明治以降は市街地の憩い場として機能していたが、戦後の市街化の拡大に伴う生活排水による水質汚濁の進行と自動車交通の増大に対処するために1966年度より暗渠化され、その上に整備されたものである。

### 流域の自治体
福島県
- いわき市

## 主な支流
- 銅景沢
- 平石沢
- 高野川
- 広菅沢
- 川平川
  - 玉中沢
- 白水沢
  - バラ立沢
  - 五中沢
- 滑津沢
- 栃窪沢
- 宮川
  - 金坂川
  - 竹之内沢
  - 峰根川
    - 観音沢

  - 平太郎沢
  - 鬼ヶ沢川
    - 鬼ヶ沢
- 御台川

## 沿革
旧来の新川は宮川合流点より夏井川合流点迄の約7.5Kmの区間であり、それより上流側は白水川と呼ばれていた。
- 1912年10月 - 石城郡平町、内郷村、飯野村の住民により平町外二ケ村聯合水害豫防組合が結成され、1917年より新川の河川改修に乗り出す[2]。
- 1931年
  - 10月 - 河川延長10㎞以上との要件を満たすことで新川を県支弁河川に指定されるよう白水川を新川に組み入れる動議が水防組合で可決される[2]。
  - 12月 - 新川の県支弁河川編入の建議案が採択され、1934年1月に認定される[2]。
- 1933年 - 古川の改修が検討され始め新川の古川への分流が計画される[2]。
- 1948年度 - 第二次世界大戦により中断していた新川河川改修が中小河川改良事業として採択され再開される[2]。
- 1950年2月 - 翌3月にかけて古川への河道切替工事が行われる[2]。
- 1966年度
  - 平市街下水道整備の一環として旧新川の暗渠化工事が始まり、1969年度に完了する[3]。
  - 上流から流れる流域土砂や炭鉱からの選炭泥の河床堆積による水害の抜本的な対策のために平市街地の旧古川の区間で河床浚渫が行われる[4]。。
- 1969年度 - 上記区間での河川拡幅、堤防築造の工事が開始される[4]。
- 1970年度 - 暗渠化された旧新川の上に新川緑地公園が整備され始め1973年度に完了する[3]。
- 1977年
  - 9月 - 台風11号による大雨のため平地区数か所で越水が発生する[4]。
  - 12月 - 国の河川激甚災害対策特別緊急事業に平市街地区間の改修工事が指定され、1981年度に終了する[4]。
- 1982年7月 - 緊急事業完工式典が行われる。さらに3ヶ年計画として平市街地区間の河床掘り下げ工事が開始される[4]。
- 1986年8月 - 台風10号に伴う大雨被害（8.5水害）により県内各地で甚大な被害が発生するが、上記工事区間での越水は発生しなかった[4]。
- 1987年度 - 5ヶ年計画としてヘドロ除去を目的とした河床の浚渫が平市街地において開始される[4]。
- 1988年度 - 平市街地においてふれあいの水辺整備事業が開始される[4]。
- 1989年度 - 平市街地水質浄化のため流速確保や浄化施設設置などの改修工事が開始される[4]。
- 2019年10月12日 - 翌13日にかけて発生した令和元年東日本台風に伴う大雨により平市街地で氾濫が発生する。
- 2023年9月8日 - 翌9日にかけて台風13号の影響で発生した線状降水帯に伴う大雨により内郷地区で氾濫が発生する。特に支流の宮川では河川法や道路法に則らずに架けられたいわゆる勝手橋に流木などがかかり被害が拡大したとされ、以後撤去が進められた。

## 主な橋梁
下流より記載
- 古川橋 - 福島県道229号甲塚古墳線）
- 白土大橋 - 一級市道150054号内郷平線
- 高橋 - 一級市道150041号北白土菅波線
- 柳橋 - 一般市道012083号谷川瀬南白土線
- 三倉橋 - 福島県道26号小名浜平線
- 新田橋 - 一般市道010999号新川町谷川瀬線
- 菱川橋 - 一般市道012042号十五町目若葉台線（鹿島街道）
- 三崎橋 - 二級市道160035号田町三崎線
- 梅本橋 - 二級市道160034号田町谷川瀬線
- 小島橋 - 一級市道150036号好間町小島線
- （旧）尼子橋 - 二級市道160044号下能新町前線
- 尼子橋 - 福島県道20号いわき上三坂小野線
- 一之矢橋 - 一級市道150052号前田鬼越線
- 鶴巻橋 - 一般市道050146号鶴巻跨線橋線
- 内郷高架橋 - 国道49号平バイパス
- 御厩橋 - 二級市道番匠地下馬場線
- 高坂橋 - 二級市道番匠地下馬場線
- 内郷跨線橋 - 二級市道160046号川原田八反田線
- 内郷新川ふれあい橋 - 一般市道050408号東部第三区画3号線
- 新川橋梁 - JR常磐線
- 高橋 - 一般市道050117号一ノ坪上馬場線
- 榎下橋 - 一般市道050118号堤田榎下線
- 大正橋 - 福島県道66号小名浜小野線
- 水之出橋 - 一般市道050114号水之出2号線
- 栄橋 - 二級市道160047号高坂白水線
- 水汲橋 - 一般市道050099号内町前田7号線
- 桜橋 - 一般市道050084号宮沢蛭内線
- 阿弥陀橋 - 二級市道160049号柳間広畑線
- 弥勒橋 - 一級市道150057号白水高野線
- 入山橋 - 一般市道050035号入山高倉線
- 川平橋 - 一級市道150059号傾城川平線
- 川平2号橋 - 一般市道050032号川平4号線
- 新川橋 - 常磐自動車道
- 石畑2号橋 - 一般市道050029号石畑3号線
- 石畑1号橋 - 一般市道050021号石畑1号線
- さわ橋
- 岩作1号橋 - 一般市道050017号渡戸岩作線
- 平石1号橋 - 一般市道050014号渡戸平石線
- 平石橋 - 福島県道66号小名浜小野線
- 銅目木橋 - 福島県道66号小名浜小野線
- 石住橋 - 一般市道050007号石住1号線
- 銅目木橋 - 一般市道050010号銅目木1号線

## 流域の施設
- いわき芸術文化交流館アリオス
- いわき市役所
- いわき中央警察署
- 白水阿弥陀堂
- 川平坑跡
- いわきの洗い越し - 川平2号橋の旧道にあたる洗い越し。
- 川平浄水場